# Пастушок маорійський
Пастушок маорійський (Diaphorapteryx hawkinsi) — вимерлий вид журавлеподібних птахів родини пастушкових (Rallidae). Він був ендеміком островів Чатем (Нова Зеландія). Його рештки знайдено на головному острові Чатем та острові Пітт. Деякі дані, включно з листом Зігварда Якоба Даннефарерда до лорда Лайонела Волтера Ротшильда в 1895 році, в якому описується зовнішній вигляд, поведінка та спосіб полювання моріорі, свідчать про те, що цей вид вижив принаймні до кінця 19 століття.

## Вивчення і таксономія
У 1892 році Генрі Огг Форбс отримав від Вільяма Гокінса декілька викопних кісток з островів Чатем. Серед них був характерний череп, який, як зрозумів Форбс, представляв новий вид пастушка. Він назвав вид Aphanapteryx hawkinsi на честь Гокінса, помістивши птаха в той самий рід, що й вимерлий пастушок іржастий з острова Маврикій в Індійському океані. Форбс припустив, що між Маврикієм і островами Чатем колись існував сухопутний міст, як частина запропонованого ним втраченого континенту «Антиподія». Пізніше того ж року Форбс особисто відправився на острови Чатем, щоб зайнятися додатковим колекціонуванням. Пізніше в 1892 році, за порадою Едварда Ньютона, Форбс помістив вид в окремий рід Diaphorapteryx, хоча пізніше він змінив свою думку і повернувся до того, щоб вважати його членом роду Aphanapteryx. Між 1894 і 1895 роками Зігвард Джейкоб Даннеферд зібрав кілька тисяч кісток маорійського пастушка за фінансування Волтера Ротшильда. У 1896 році Чарльз Вільям Ендрюс розкритикував ідею тісного зв'язку між іржастим та маорійським пастушками та біогеографічним зв'язком між Маврикієм і островами Чатем через відсутність інших видів, що збігаються між фауною островів, а Ганс Фрідріх Гадов вважав, що подібна морфологія двох птахів пояснюється паралельною еволюцією.
Генетичне дослідження 2014 року показало, що найближчим родичем маорійського пастушка був Пастушок гальмаберський (Habroptila wallacii), ендемік острова Гальмагера (Індонезія). Їхній останнім спільний предок існував близько 10 мільйонів років тому. Тоді, у свою чергу, було встановлено, що два роди найтісніше пов'язані з родом Gallirallus.

## Опис
Вважається, що за життя цей птах був приблизно 40 сантиметрів у висоту і важив близько 2 кілограмів. Крила птаха сильно зменшені. Ноги міцні з подовженими пальцями. Дзьоб подовжений і загнутий донизу.